# Børge Jessen
Børge Christian Jessen (19 de junio de 1907 - 20 de marzo de 1993) fue un matemático danés, conocido por su trabajo en análisis matemático (sobre la función zeta de Riemann) y en geometría (sobre el tercer problema de Hilbert). Descubrió un poliedro que lleva su nombre, el icosaedro de Jessen. 

## Primeros años
Jessen, hijo de Hans Jessen y de Christine Jessen (de soltera Larsen), nació en 1907 en Copenhague. Asistió al liceo Skt. Jørgens, donde fue alumno del matemático húngaro Julius Pal durante su primer año. En 1925 se matriculó en la Universidad de Copenhague, y allí conoció a Harald Bohr, por entonces una figura destacada de las matemáticas danesas. En 1928, Bohr estableció una colaboración con Jessen, que duraría hasta la muerte de Bohr en 1951.
Después de obtener su título de maestría en la primavera de 1929, Jessen se embarcó en una estancia en el extranjero. Con el apoyo de la Fundación Carlsberg, pasó el otoño de 1929 en la Universidad de Szeged, donde conoció a Frigyes Riesz, Alfréd Haar y Lipót Fejér. A continuación pasó el semestre de invierno de 1929-1930 en la Universidad de Gotinga, donde asistió a conferencias de David Hilbert y Edmund Landau mientras trabajaba en su doctorado. El 1 de mayo de 1930 defendió su tesis en Copenhague, que posteriormente se publicaría en la revista Acta Mathematica en 1934. El mismo año, fue nombrado docente en la Real Universidad Agrícola y Veterinaria de Dinamarca.
En 1931 se casó con Ellen Pedersen (1903-1979), matemática e hija de Peder Oluf Pedersen. Jessen continuó viajando con frecuencia a principios de la década de 1930, visitando París, Cambridge, el Instituto de Estudios Avanzados (Princeton), la Universidad de Yale y la Universidad de Harvard en los Estados Unidos.

## Carrera
Jessen fue profesor de geometría descriptiva en la Universidad Técnica de Dinamarca desde 1935 hasta 1942, cuando regresó a la Universidad de Copenhague, donde fue profesor desde 1942 hasta 1977, cuando se jubiló. Formó parte de la presidencia de la Fundación Carlsberg entre 1955 y 1963 y uno de los fundadores del Instituto Hans Christian Ørsted. Secretario del Comité Ejecutivo Interino de la Unión Matemática Internacional (1950-1952), en septiembre de 1951 declaró oficialmente la fundación de la Unión, con su primera sede en Copenhague. También estuvo activo en la Sociedad Matemática Danesa. Después de su muerte, la sociedad nombró un premio en su honor (el Premio del Diploma Børge Jessen).